# Fator de fertilidade
Fatores de fertilidade são determinantes do número de filhos que um indivíduo provavelmente terá. Fatores de fertilidade são principalmente correlações positivas ou negativas sem certas causas.
Fatores geralmente associados ao aumento da fertilidade incluem a intenção de ter filhos, em sociedades avançadas, igualdade de gênero muito alta, religiosidade, transmissão intergeracional de valores, casamento e guerra, apoio materno e social, residência rural, programas estatais pró-família, baixo QI e aumento da produção de alimentos.
Os fatores geralmente associados à diminuição da fertilidade incluem aumento da renda, mudanças de valor e atitude, educação, participação feminina no trabalho, controle da população, idade, contracepção, relutância do parceiro em ter filhos, muito baixo nível de igualdade de gênero, infertilidade, poluição e obesidade.

## Fatores raciais e étnicos
Nos Estados Unidos, hispânicos e afro-americanos têm fertilidade mais precoce e mais alta do que outros grupos raciais e étnicos. Em 2009, a taxa de natalidade de adolescentes hispânicos entre quinze e dezenove anos era de cerca de oitenta nascimentos por mil mulheres. A taxa de natalidade de adolescentes para afro-americanos em 2009 era de 60 nascimentos por 1000 mulheres e 20 para adolescentes não hispânicos (brancos).  De acordo com o censo dos Estados Unidos, State Health Serve e o CDC, os hispânicos foram responsáveis por 23% dos nascimentos em 2014 de um milhão de nascimentos nos Estados Unidos.